# Xoridesopus kosemponis
Xoridesopus kosemponis är en stekelart som först beskrevs av Tohru Uchida 1932.  Xoridesopus kosemponis ingår i släktet Xoridesopus och familjen brokparasitsteklar. Inga underarter finns listade i Catalogue of Life.